# Leiko Ikemura

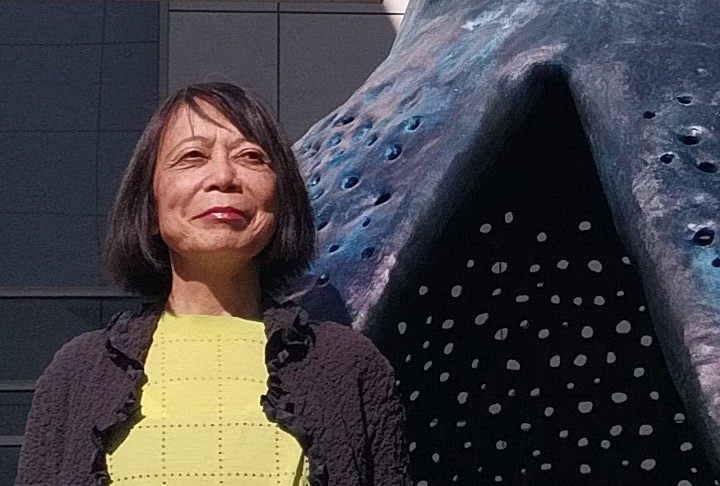
Leiko Ikemura vor ihrer patinierten Kupfer-Skulptur „Usagi Greeting“ am Museum Frieder Burda in Baden-Baden (2023)

Leiko Ikemura (jap. イケムラレイコ, eigentlich: 池村 玲子, Ikemura Reiko, anhörenⓘ; * 22. August 1951 in Tsu, Präfektur Mie) ist eine japanisch-schweizerische Malerin, Graphikerin und Bildhauerin.

## Leben und Werk
Leiko Ikemura studierte spanische Literatur an der Fremdsprachen-Universität Osaka und wanderte 1972 nach Spanien aus, um das Studium in Salamanca und Granada zu vertiefen. Die Zeit von 1973 bis 1978 widmete sie dem Studium der Malerei an der „Real Academia de Bellas Artes de Santa Isabel de Hungría“ in Sevilla.
Nach ihrer Übersiedlung in die Schweiz hinterließ Ikemura in der Zürcher Kunstszene der frühen Achtzigerjahre ihre ersten markanten Spuren. Zur selben Zeit zeigte der Bonner Kunstverein erstmals ihre Arbeiten. Auf Einladung der Stadt Nürnberg betätigte sie sich 1983 neun Monate als Stadtzeichnerin und zeigte ihre Arbeiten danach in einer viel beachteten Einzelausstellung in der Kunsthalle Nürnberg. Es folgten zahlreiche Einzel- und Gruppenausstellungen. 1999 gestaltete Ikemura anlässlich der Melbourne International Biennial 1999 den Japanischen Pavillon.
1991 folgte sie der Berufung an die Universität der Künste Berlin UdK (damals Hochschule der Künste HdK), 2014 Berufung als Professorin an die Joshibi Universität für Kunst und Design, Sagamihara, Kanagawa, Japan. Seither lebt und arbeitet sie in Berlin und Köln.
Eines ihrer künstlerischen Markenzeichen ist die Häsin in verschiedenen Variationen aus Bronze.
Sie ist mit dem Architekten Philipp von Matt verheiratet.

## Auszeichnungen
- 1981 Stipendium der Kiefer Hablitzel Stiftung, Bundesamt für Kultur der Schweizerischen Eidgenossenschaft
- 1981 Preis der Stiftung für die Graphische Kunst in der Schweiz
- 1983–84: Stadtzeichnerin in Nürnberg, Résidence d'artiste invité par la ville de Nuremberg, Deutschland
- 1988 Preis der Jury der Internationalen Triennale für Originalgrafik
- 2001 Deutscher Kritikerpreis für Bildende Kunst, Verband der deutschen Kritiker e. V., Deutschland
- 2002 The Josef & Anni Albers Foundation, Artist Residency, New Haven, Connecticut, USA
- 2007 Iserlohner Kunstpreis, Bürgerstiftung der Sparkasse Iserlohn / Wessel-Verein, Deutschland
- 2008 August-Macke-Preis des Hochsauerlandkreises
- 2013 JaDe-Preis der JaDe Stiftung
- 2014 Cologne-Fine-Art-Preis
- 2014 Sparda-Kunstpreis NRW
- 2020 Preis des Ministers für Bildung, Kultur, Sport, Wissenschaft und Technologie zur Förderung der Kunst, Japan

## Ausstellungen (Auswahl)

### Einzelausstellungen
- 1983:Leiko Ikemura Bonner Kunstverein
- 1984: Leiko Ikemura. Stadtzeichnerin von Nürnberg, Kunsthalle Nürnberg
- 1984: Ancestors. Leiko Ikemura Kunstverein St. Gallen
- 1985: Kunsthalle Winterthur, Winterthur, Schweiz
- 1985: Leiko Ikemura, Gemälde, Zeichnungen 1980–1987. Kunstmuseum Basel Gegenwart
- 1988: Leiko Ikemura. Musée cantonal des Beaux-Arts de Lausanne, Schweiz
- 1988: Leiko Ikemura. Wolfgang-Gurlitt-Museum, heute Lentos Kunstmuseum Linz genannt
- 1989: Leiko Ikemura. Museum Ulm, Ulm
- 1992: Leiko Ikemura. Salzburger Kunstverein, Salzburg
- 1997: Leiko Ikemura. Ausstellungsgesellschaft für zeitgenössische Kunst Zollverein, Essen
- 1999: Sign of life. Melbourne International Biennial 1999, Japan Pavillon, Melbourne, Australien
- 1999: Migration. The Haggerty Museum of Art, Milwaukee, USA
- 2000: Beyond the horizon. Toyota Municipal Museum of Art, Toyota, Japan
- 2000: The memory of innocense. Morat-Institut, Freiburg
- 2001: Les années lumière. Musée cantonal des Beaux-Arts de Lausanne
- 2002: Ozean – ein Projekt. Kunstmuseum Liechtenstein
- 2004: Sculpture Painting Drawing. Kunsthalle Recklinghausen, Museum Pfalzgalerie Kaiserslautern
- 2005: Sculpture Painting Drawing. Museum Ulm, Ulm
- 2019: Leiko Ikemura Our Planet – Earth & Stars, Nationales Kunstzentrum Tokio, Japan
- 2019: LEIKO IKEMURA, NACH NEUEN MEEREN, Kunstmuseum Basel
- 2020: Leiko Ikemura - In Praise of Light, St.-Matthäus-Kirche, Berlin[7]
- 2021: Leiko Ikemura – Usagi in Wonderland, Sainsbury Centre for Visual Arts, Norwich, Großbritannien
- 2021: Leiko Ikemura: Here we are/Aquí Estamos, Ciudad de las Artes y las Ciencias, Valencia
- 2022: Leiko Ikemura: Wenn Pfauen Flügel öffnen, Herbert Gerisch-Stiftung, Neumünster
- 2023: Leiko Ikemura: Dance of Color, Galerie Rüdiger Schöttle, München
- 2023: Leiko Ikemura: Motion of Love, Museum de Fundatie, Zwolle, Niederlande
- 2023: „ Leiko Ikemura: Witty Witches“, Georg Kolbe Museum, Berlin, Deutschland

### Gruppenausstellungen

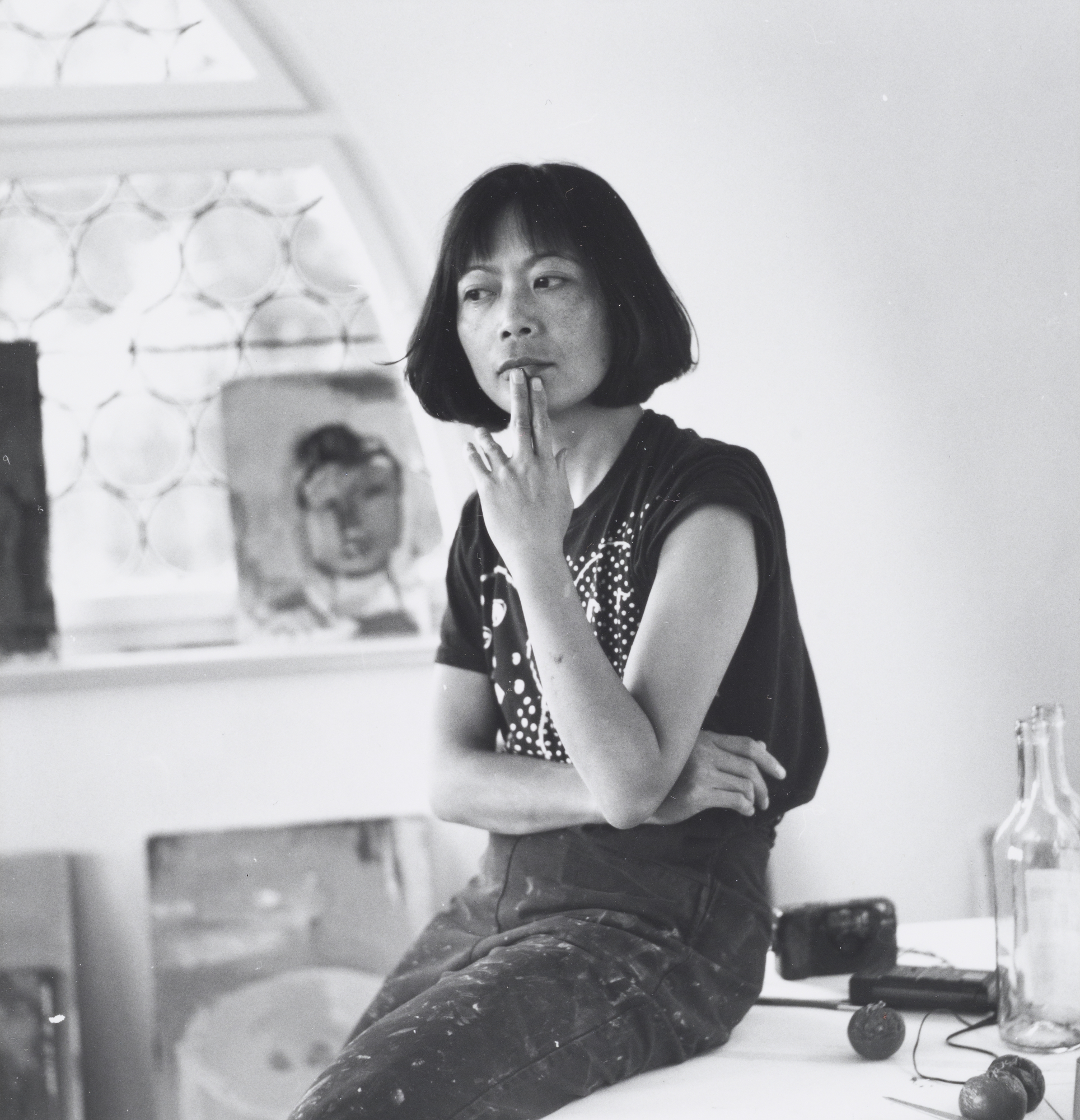
Leiko Ikemura in den 1990er Jahren in der Villa Waldberta

- 1983: aktuell ’83 – Kunst aus Mailand, München, Wien und Zürich. Städtische Galerie im Lenbachhaus, München
- Vom Zeichnen. Frankfurter Kunstverein, Frankfurt am Main, Kasseler Kunstverein, Museum moderner Kunst (mumok), Wien, Österreich
- Kunst mit Eigen-Sinn. Museum des 20. Jahrhunderts, Wien, Österreich.
- 1987: Stiller Nachmittag. Kunsthaus Zürich, Zürich, Schweiz
- Made in Cologne. DuMont Kunsthalle, Köln
- Drawing as Itself. The National Museum of Art, Osaka, Japan
- 1990: A Perspective of Contemporary Art: Color and/or Monochrome. The National Museum of Art, Kyoto, Japan
- 1991: Double Take. Soho Art House, New York, USA
- Ankunft. Kunst-Werke Berlin
- 1994: aspects (1979–1994). Hara Museum of Contemporary Art, Präfektur Gunma, Japan
- 1995: art en plein air. Motiers '95, Motiers, Schweiz
- La razon para la impresion. Mueso de Arte Moderno de Medellin, Kolumbien
- Köln Skulptur 2. Skulpturenpark Köln
- Visage. The National Museum of Modern Art, Kyoto, Nationalmuseum für westliche Kunst, Tokio, Nationalmuseum für moderne Kunst Tokio, Japan
- Terra! Terra! Centro Sperimentale d´Arte Contemporanea, Caraglio, Italien
- 2003: Himmel Falden. Kunsthallen Brandts Klaedefabrik, Odense, Dänemark
- The World is A Stage. Stories Behind Pictures. Mori Art Museum, (Roppongi Hills Mori Tower), Tokio, Japan
- Life actually. Museum für zeitgenössische Kunst Tokio, Japan
- 2006: Berlin-Tokyo/Tokyo-Berlin. Neue Nationalgalerie, Berlin
- u mi no ko. (うみのこ) The Vangi Sculpture Garden Museum, Mishima, Japan (solo)
- The Child. Toyota Municipal Museum of Art, Toyota Aichi, Japan
- 2007: Zwischenräume. Leiko Ikemura und Günther Förg, Langen Foundation, Neuss
- Fiction for the Real. Nationalmuseum für moderne Kunst Tokio (The National Museum of Modern Art), MOMAT, Japan
- 2008: Emotional Drawings (tentative title). The National Museum of Modern Art, Kyoto, MOMAK, Japan
- Leiko Ikemura; Tag, Nacht und Halbmond. Museum zu Allerheiligen, Schaffhausen, Schweiz
- A Perspective on Contemporary Art 6: Emotional Drawing. Nationalmuseum für moderne Kunst Tokio (The National Museum of Modern Art), MOMAT, Japan
- 2010: Leiko Ikemura. August-Macke-Preisträgerin 2008 im Sauerland-Museum-Arnsberg
- 2011: Leiko Ikemura: Transfiguration, Nationalmuseum für moderne Kunst Tokio (The National Museum of Modern Art), MOMAT, Japan
- Wusstest du, ich habe zwei versteckte Flügel Burg Wissem, Troisdorf
- Leiko Ikemura. Galerie Karsten Greve, Paris
- Leiko Ikemura. Transfiguration. Mie Prefectural Art Museum, Mie-ken, Japan
- 2012: Mit unsichtbaren Flügeln. Arbeiten auf Papier. Kunstkreis Aichwald
- 2013: LEIKO IKEMURA. i-migration, 9. März – 16. Juni 2013, Staatliche Kunsthalle Karlsruhe, solo
- 2014: Leiko Ikemura. Zwischenwelten – Zeichnungen, Gemälde, Skulpturen, 14. September – 16. November 2014, Museum Sinclair Haus/Altana Kultur Stiftung, Bad Homburg vor der Höhe
- 2015/16: All about Girls and Tigers. Leiko Ikemura, 26. September 2015 – 28. Februar 2016 Museum für Ostasiatische Kunst (Köln)[8]
- 2015/2016: Gemeinschaftsausstellung Einfühlung und Abstraktion. Die Moderne der Frauen in Deutschland, 30. Oktober 2015 – 28. Februar 2016 Kunsthalle Bielefeld[9]
- 2016: Leiko Ikemura. …und plötzlich dreht der Wind, 19. Februar – 17. April 2016 Haus am Waldsee, Berlin.[10]
- 2017: Ikemura und Nolde, Kunstmuseum Ahrenshoop[11]
- 2018: Leiko Ikemura im Dialog mit Donata und Wim Wenders", 12. April – 27. Mai 2018 Stiftung Brandenburger Tor / Max Liebermann Haus, Berlin.[12]

## Öffentliche Sammlungen (Auswahl)
- Musée National d’Art Moderne, Centre Georges-Pompidou, Paris, France
- Kunstmuseum Basel, Basel,  Schweiz
- Kunstmuseum Bern, Bern, Schweiz
- Kunstmuseum Liechtenstein, Liechtenstein
- Kunsthalle Nürnberg, Nürnberg, Deutschland
- Kolumba (Museum), Kunstmuseum des Erzbistums Köln, Deutschland
- Museum Kunstpalast, Kunstmuseum Düsseldorf, Deutschland
- Kunstmuseum Linz, Lentos, Museum of modern Art Linz, Österreich
- Nationalmuseum für moderne Kunst Tokio (The National Museum of Modern Art), Japan
- The National Museum of Art, Osaka, Japan
- Tochigi Prefectural Museum of Fine Arts, Japan
- Toyota Municipal Museum of Art, Toyota, Japan
- Hara Museum ARC, Gumma, Japan
- Mie Prefectural Art Museum, Tsu, Japan

## Eigene Veröffentlichungen
- todo y nada. und Wußtest Du, ich habe zwei versteckte Flügel. Nürnberg 2011, ISBN 978-3-86984-206-6 und ISBN 978-3-86984-205-9
- Shadows. Johan Jonker (Amsterdam), Gabriele Rivet, Köln 1992.
- Being. Gallery HAM, Nagoya (Japan) 1995.
- Alpenindianer. Akira Tatehata (Texte). Satani Gallery, Tokio.
- Transfiguration Hrsg.: Nationalmuseum für moderne Kunst Tokio (The National Museum of Modern Art), MOMAT, Autoren: Mayen Beckmann, Reinhold Neven DuMont, Hara Maiko, Hosaka Kenjiro, Leiko Ikemura, Friedemann Malsch, Mori Ichiro, Tatehata Akira, Katharina Winnekes, Editors: Hara Maiko, Hosaka Kenjiro, Mori Ichiro, Nakamura Reiko, Paperback, 272 p., en, jp, dt, ISBN 978-4-9902409-2-9